# وزير العدل
وزير العدل أحد وزراء مجلس الوزراء وتسمى وزارته «وزارة العدل» (بالإنجليزية: Ministry of Justice)‏ ويتم اختصاره ب"MOJ"،[بحاجة لمصدر] وهي نظريا مسؤولة عن جميع المسائل الإدارية المتعلقة بالقضاء والقانون والمحاكم دون أن يكون هناك تجاوز أو تعدي على استقلالية القضاء كإحدى سلطات الدولة الثلاث المستقلة في تفسير القانون وتطبيقه.